# Закирова, Римма Раисовна
 Римма Раисовна Закирова  (род. 1977 год) — артистка балета Башкирского государственного театра оперы и балета. Народная артистка Республики Башкортостан (2010).

## Биография
Закирова Римма Раисовна родилась в 1977 году в Уфе. Мать — Бадар Зиннатовна была школьным учителем, отец — Раис Карипович работал водителем автобуса.
Начала увлекаться танцами в пятилетнем возрасте, посещала танцевальный кружок под руководством Х. Ф. Мустаева при Дворце культуры нефтяников. После окончания третьего класса средней школы поступила в Уфимское хореографическое училище, где в течение 8 лет училась в классе Л. С. Куватовой и окончила его 1995 году.
С 1992 года (с перерывами) работает в балетной труппе Башкирского государственного театра оперы и балета. В 2008 году в составе делегации Республики Башкортостан выступила в гала-концерте мастеров искусств в штаб-квартире ЮНЕСКО, в составе труппы театра гастролировала в Голландии, США, Франции, Турции, Италии, Египте, Португалии, Таиланде. Несколько раз участвовала в Международном фестивале балетного искусства имени Р. Нуреева.
В 1995 году работала в труппе «Молодой балет Франции» (Париж), в 2001—2002 годах — в балетной труппе «Cairo Opera House» (Каир, Египет).
В 2014 году окончила Уфимскую государственную академию искусств им. Загира Исмагилова.
Неоднократно участвовала в Международном фестивале балетного искусства имени Р. Нуреева.

## Роли в спектаклях
Лиза («Тщетная предосторожность» П. Гертеля), Сильфида («Сильфида» Х. Левенсхольда), Жизель («Жизель» А. Адана), Китри («Дон Кихот» Л. Минкуса), Гамзатти («Баядерка» Л. Минкуса), Вакханка («Вальпургиева ночь» Ш. Гуно), Анель («Голубой Дунай» И. Штрауса), Одетта-Одиллия («Лебединое озеро» П. Чайковского), Аврора («Спящая красавица» П. Чайковского), Мари («Щелкунчик» П. Чайковского), Балерина («La Marionnette» на музыку И. Стравинского), Мария (Б. Асафьев «Бахчисарайский фонтан»), Джульетта («Ромео и Джульетта» С. Прокофьева), Айша (К. Караев «Семь красавиц»), Зайтунгуль («Журавлиная песнь» Л. Степанова, З. Исмагилова) и др.

## Награды и звания
- Заслуженная артистка Республики Башкортостан (1998)
- Народная артистка Республики Башкортостан (2010)
- Премия Международной организации «ТЮРКСОЙ-2010»

## Семья
Муж — Ринат Абушахманов, заслуженный артист РБ. Дочь — Анастасия,сыновья Дамир и Данияр